# Eindhoven Trofee
De Eindhoven Trofee is een jaarlijks terugkerende wedstrijd voor langebaanschaatsers die gehouden wordt in een weekend eind november of begin december. De wedstrijden worden georganiseerd in het ijssportcentrum in Eindhoven. Het toernooi wordt verreden over een kleine vierkamp (500, 3000, 1500 en 5000 meter); dit allroundtoernooi geldt tevens als kwalificatietoernooi voor het Nederlands kampioenschap allround. Sinds het seizoen 2012/2013 maakt de wedstrijd deel uit van de Holland Cup.
De wedstrijd bestaat feitelijk al sinds 1976 hoewel deze enkele malen van naam veranderd is. De eerste twee edities van deze wedstrijd, die toen nog Brabant-plant trofee heette, werden gewonnen door Hans van Helden. Hilbert van der Duim won het toernooi tussen 1978 en 1984 in het totaal zes keer en is daarmee recordkampioen.
Naast het allroundtoernooi was er vaak een sprinttoernooi over twee 500 meters en twee 1000 meters; dit sprinttoernooi is in het verleden gebruikt als kwalificatietoernooi voor het Nederlands kampioenschap sprint, maar sinds 2007 is deze rol overgenomen door de Utrecht City Bokaal. Tussen 1979 en 1982 was er daarnaast ook een vrouwenwedstrijd, maar tegenwoordig rijden de vrouwen de Kraantje Lek Trofee in Haarlem in hetzelfde weekend.

## Winnaars
| Datum               | Winnaar allroundtoernooi                  | Winnaar sprinttoernooi                    | Winnaar vrouwentoernooi                   | Uitslagen                       |
| ------------------- | ----------------------------------------- | ----------------------------------------- | ----------------------------------------- | ------------------------------- |
| 1976                | Hans van Helden                           |                                           |                                           |                                 |
| 1977                | Hans van Helden                           |                                           |                                           |                                 |
| 1978                | Hilbert van der Duim                      |                                           |                                           |                                 |
| 1979                | Hilbert van der Duim                      | Ron Ket                                   | Ineke Pepping                             |                                 |
| 1980                | Hilbert van der Duim                      | Miel Govaert                              | Annie Borckink                            |                                 |
| 1981                | Hilbert van der Duim                      | Lieuwe de Boer                            | Ria Visser                                |                                 |
| 1982                | Hilbert van der Duim                      | Jan Ykema                                 | Alie Boorsma                              |                                 |
| 1983                |                                           |                                           |                                           |                                 |
| 1984                | Hilbert van der Duim                      | Jan Ykema                                 |                                           |                                 |
| 1985                | Hein Vergeer                              | Geert Kuiper                              |                                           |                                 |
| 1986                | Gerard Kemkers                            | Jan Ykema                                 |                                           |                                 |
| 1987                | Huub Stiekema                             | Tjerk Terpstra                            |                                           |                                 |
| 1988                | Gerard Kemkers                            | Jan Ykema                                 |                                           |                                 |
| 1989                | Falko Zandstra                            | Bouke Jonkman                             |                                           |                                 |
| 1990                | Bart Veldkamp                             | Menno Boelsma                             |                                           |                                 |
| 1991                | Dennis Duba                               | Arnold van der Poel                       |                                           |                                 |
| 1992                | Rintje Ritsma                             | Arie Loef                                 |                                           |                                 |
| 1993                | Rintje Ritsma                             | Arie Loef                                 |                                           |                                 |
| 1994                | Rintje Ritsma                             | Andries Kramer                            |                                           |                                 |
| 1995                | Patrick van Falier                        | Gerard van Velde                          |                                           |                                 |
| 1996                | Patrick van Falier                        | Jan Bos                                   |                                           |                                 |
| 1997                | Jelmer Beulenkamp                         | Arnout Coenen                             |                                           |                                 |
| 1998                | Jochem Uytdehaage                         | Arnout Coenen                             |                                           |                                 |
| 1999                | Sicco Janmaat                             | Arnout Coenen                             |                                           |                                 |
| 2000                | Ids Postma                                | Bas Brusche                               |                                           |                                 |
| 2001                | Jarno Meijer                              | Emiel de Jager                            |                                           |                                 |
| 2002                | Ralf van der Rijst                        | Jacques de Koning                         |                                           |                                 |
| 29–30 november 2003 | Ralf van der Rijst                        | Jacques de Koning                         |                                           | Uitslagen                       |
| 27–28 november 2004 | Tom Prinsen                               | Jan Bos                                   |                                           | Uitslagen                       |
| 26–27 november 2005 | Afstandentoernooi i.p.v. allroundtoernooi | Afstandentoernooi i.p.v. allroundtoernooi | Afstandentoernooi i.p.v. allroundtoernooi | Uitslagen                       |
| 25–26 november 2006 | Mark Tuitert                              | Gerard van Velde                          |                                           | Uitslagen                       |
| 24–25 november 2007 | Ben Jongejan                              |                                           |                                           | Uitslag                         |
| 29–30 november 2008 | Ben Jongejan                              |                                           |                                           | Uitslag                         |
| 12–13 december 2009 | Ted-Jan Bloemen                           |                                           |                                           | Uitslag                         |
| 3–4 december 2010   | Jan Blokhuijsen                           |                                           |                                           | Uitslag                         |
| 3–4 december 2011   | Koen Verweij                              |                                           |                                           | Uitslag                         |
| 8–9 december 2012   | Frank Hermans                             |                                           |                                           | Uitslag                         |
| 7–8 december 2013   | Thom van Beek                             |                                           |                                           | Uitslag                         |
| 6–7 december 2014   | Jan Blokhuijsen                           |                                           |                                           | Uitslag                         |
| 28–29 november 2015 | Renz Rotteveel                            |                                           |                                           |                                 |
| 26–27 november 2016 | Marcel Bosker                             |                                           |                                           | Uitslag                         |
| 25–26 november 2017 | Chris Huizinga                            |                                           |                                           | Uitslag                         |
| 24–25 november 2018 | Thomas Geerdinck                          |                                           |                                           | Uitslag                         |
| 23–24 november 2019 | Tjerk de Boer                             |                                           |                                           | Eindklassement                  |
| 2020/2021           | Afgelast vanwege coronapandemie           | Afgelast vanwege coronapandemie           | Afgelast vanwege coronapandemie           | Afgelast vanwege coronapandemie |
| 20–21 november 2021 | Yves Vergeer                              |                                           |                                           |                                 |
| 12–13 november 2022 | Remo Slotegraaf                           |                                           |                                           |                                 |
| 3–4 februari 2024   | Remo Slotegraaf                           |                                           |                                           | Uitslagen                       |
| 14–15 december 2024 | Tjerk de Boer                             |                                           |                                           |                                 |